# パニュアッシス
パニュアッシス（古希: Πανύασις, Panyassis）は、紀元前5世紀頃のカリア地方の都市ハリカルナッソス（現在のボドルム）出身の叙事詩人である。歴史の父とも呼ばれる歴史家ヘロドトスの叔父ないし従兄弟にあたる。出身地からハリカルナッソスのパニュアッシス（英: Panyassis of Halicarnassus）とも呼ばれる。

## 概要
パニュアッシスはハリカルナッソスの名家の出であり、おそらくヘロドトスの叔父ないし従兄弟であった。『スーダ』によればパニュアッシスの父ポリュアルコスとヘロドトスの父リュクセスは兄弟である。しかし『スーダ』はまた、パニュアッシスがヘロドトスの母ロイオと兄弟の間柄であったとする説や、ハルカリナッソスではなくサモス島の出身とする説についても述べている。いずれにしても、パニュアッシスやヘロドトスの父のリュクセスという名前はカリア系であるので、彼らの家系にカリア人の血が入っていたと考えられている。紀元前460年頃にアルテミシアの孫にあたる僭主リュグミダスがハリカルナッソスを支配したとき、パニュアッシスとヘロドトスはサモス島に移住しなければならなかった。数年後、パニュアッシスは故郷に戻ったが、反政治的行動のために前454年にリュグダミスによって処刑された。パニュアッシスは生前に重要な評価を受けることはなかったが、死後に偉大な詩人として評価された。彼は廃れつつあった叙事詩を復興させたことで知られ、特にヘラクレス伝説を扱ったヘクサメトロスの叙事詩『ヘラクレイア』とイオニア地方の歴史を扱ったエレゲイア詩『イオニカ』が有名である。これらの作品は現在では断片しか残っていないが、ヘロドトスの文学的素養に少なからず影響を与えていたと考えられている。

## 作品
パニュアッシスの作品についてはアポロドロス、パウサニアス、ヒュギーヌス、アテナイオス、アヴィエヌス、ビュザンティオンのステファノス、アレクサンドリアのヘシュキオスなどが言及している。
- 『ヘラクレイア』（Ἡράκλεια,, Hērakleia）はヘラクレス伝説を扱った作品で全14巻9000詩行におよぶ。その長大さは『イリアス』、『オデュッセイア』、『テーバイス』以降かつアレクサンドリア時代以前の叙事詩中では最長を誇り、パニュアッシスの評判の多くがこの作品に負っている。1巻でネメアのライオンについて言及され[11]、3巻でおそらくケンタウロス族のポロスとの酒宴、5巻でゲリュオンの牛について言及されていたことが断片から明らかとなっている。通常、ヘラクレスの難行においてゲリュオンの牛は最後の方に位置しており、パニュアッシスにおいても同じであるならば、彼の作品は難行以降の冒険に関する伝説を多く扱っていたことになる。もっとも、1巻において太陽神ヘリオスの杯でエリュテイアに渡ったことが語られていたという古代の証言も残っている[3]。

- 『イオニカ』（Ἰωνικά, Iōnika）。イオニア誌の意。イオニア地方の都市の歴史、特に同地域へのイオニア人の伝説的な入植について歌った地誌的性格の作品で、7000詩行におよぶ。しかし現在では実際の詩は伝わっておらず、また明確な影響も他の古代の作家に見出せないため、実在したのか疑問視する向きもある[3]。

## 校訂
Matthewsほか、Bernabé、Daviesの2人の校訂が知られている。
- V. J. Matthews. Panyassis of Halikarnassos. Text and Commentary. Series: Mnemosyne, Supplements, Volume: 33.